# Saint-Sorlin-de-Conac
Saint-Sorlin-de-Conac – miejscowość i gmina we Francji, w regionie Nowa Akwitania, w departamencie Charente-Maritime. Nazwa miejscowości pochodzi od imienia św. Saturnina.
Według danych na rok 1990 gminę zamieszkiwały 212 osoby, a gęstość zaludnienia wynosiła 14 osób/km² (wśród 1467 gmin regionu Poitou-Charentes Saint-Sorlin-de-Conac plasuje się na 786. miejscu pod względem liczby ludności, natomiast pod względem powierzchni na miejscu 573.).